# New Richmond, Québec
New Richmond, mi'kmaq Gaplu'le, är en stad (kommun av typen ville) och tätort (centre de population) i provinsen Québec i Kanada. Den ligger i regionen Gaspésie–Îles-de-la-Madeleine, i den östra delen av landet, 800 km öster om huvudstaden Ottawa.